# Anopheles annulipes
Anopheles annulipes este o specie de țânțari din genul Anopheles, descrisă de Walker în anul 1856. Conform Catalogue of Life specia Anopheles annulipes nu are subspecii cunoscute.

## Galerie

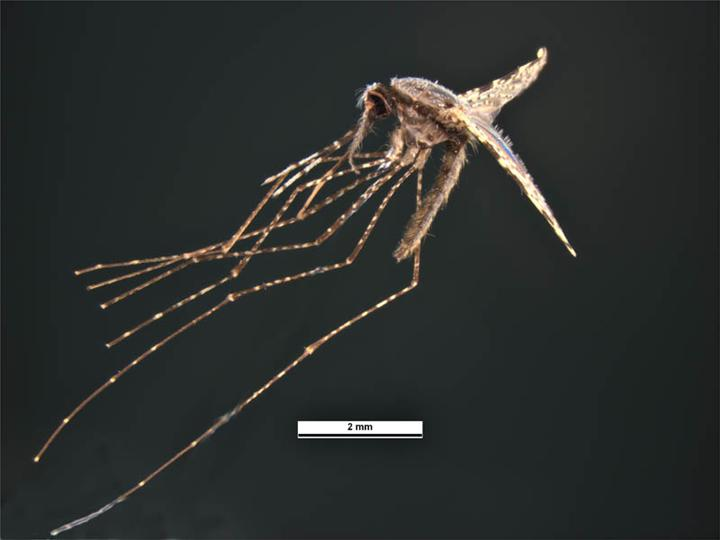